# Manistein

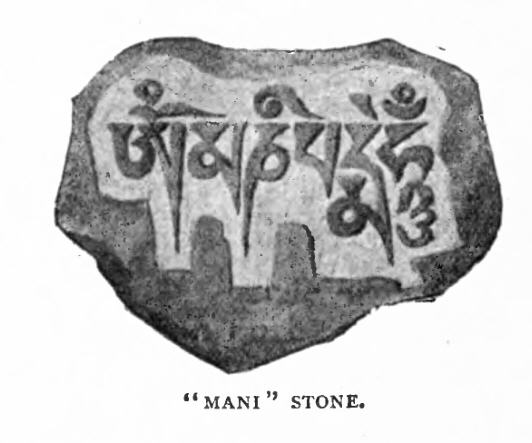
Tibetischer Manistein mit der Aufschrift Om mani padme hum, dem Mantra des Mitgefühls (1899)

Ein Manistein (tibetisch rdo ma ni) ist im Volksglauben des tibetischen Buddhismus ein mit heiligen Texten oder traditionellen Gebetsformeln verzierter Stein als Darbringung.

## Manisteine und Manisteinhaufen/-mauern
Manisteine sind gravierte oder beschriftete, oft handtellergroße Steine oder größere Steinplatten. Sie werden von Pilgern im Bereich von Tempeln, Stupas, Chörten und Klöstern, aber auch heiligen Orten, wie Passhöhen und an Wegkreuzungen, hinterlassen. Einfache Manisteine sind häufig mit dem „Om mani padme hum“ beschriftet, größere sind auch mit Buddha-, Tier- oder Heiligenbildern versehen.
Im Laufe der Zeit entstehen auf diese Weise lange, hoch geschichtete Manisteinhaufen und Manisteinmauern oder -wälle (tibetisch ma ni'i rdo phung; chinesisch 嘛呢堆 Mani dui; auch 嘛呢墙 Mani qiang, 嘛呢城 Manicheng), die auch sauber als Mauerwerk ausgearbeitet sein können.

## Beispiele
Einige Manisteinmauern stehen auf der Liste der Denkmäler der Volksrepublik China: Die größte ist Gyanak Mani in Xinzhai im Kreis Yushu der Provinz Qinghai. Berühmt sind auch die des Hor-Klosters im Ort Hor des Kreises Zêkog im Osten der chinesischen Provinz Qinghai, ebenfalls der Songge Manisteinwall und die Bage Manisteinmauer im Kreis Sêrxü im Nordwesten von Sichuan, sowie die des Bangtuo-Klosterss im Kreis Zamtang (beziehungsweise Dzamthang; chinesisch Rangtang) des Autonomen Bezirks Ngawa der Tibeter und Qiang im Norden von Sichuan.

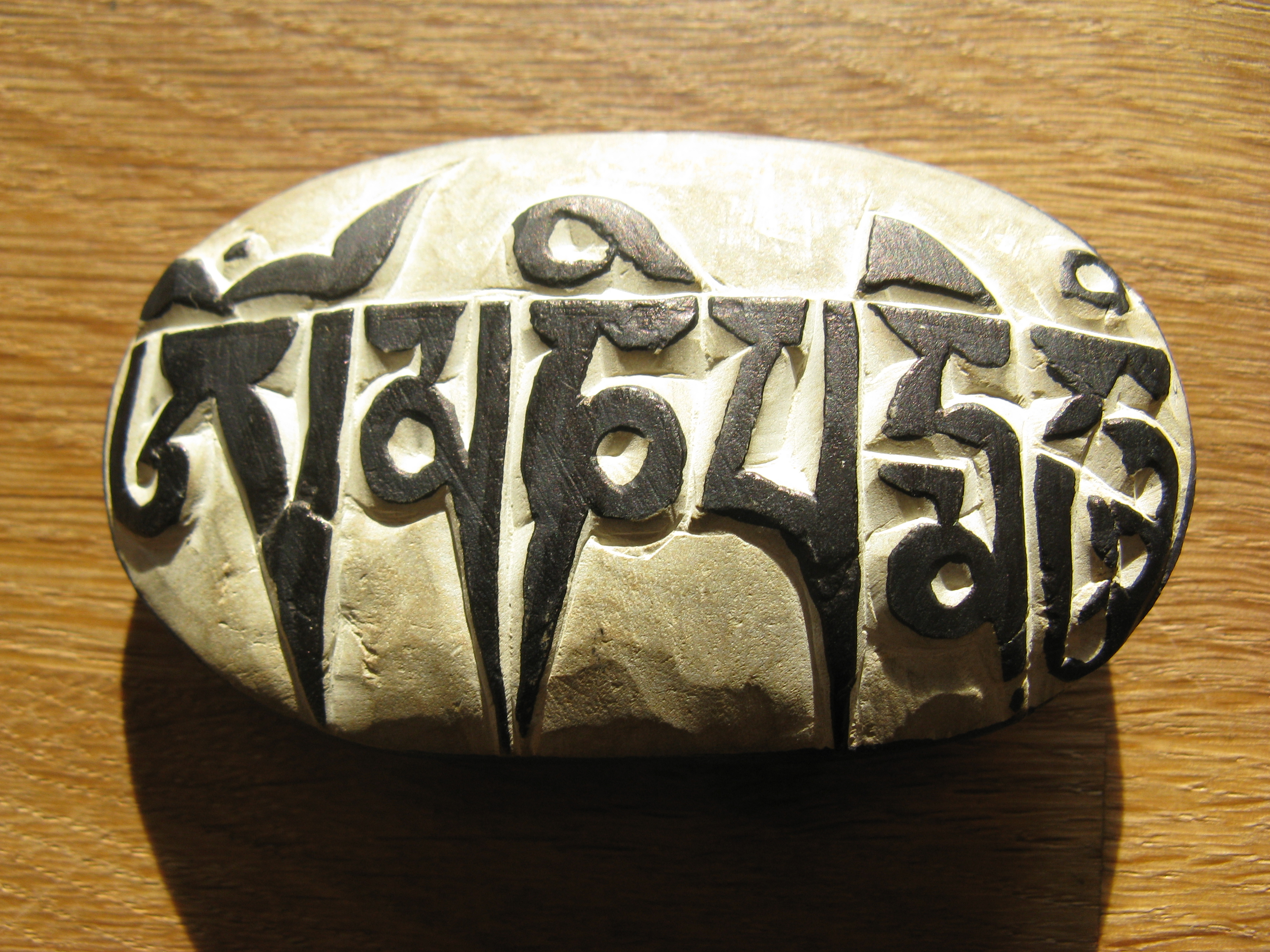
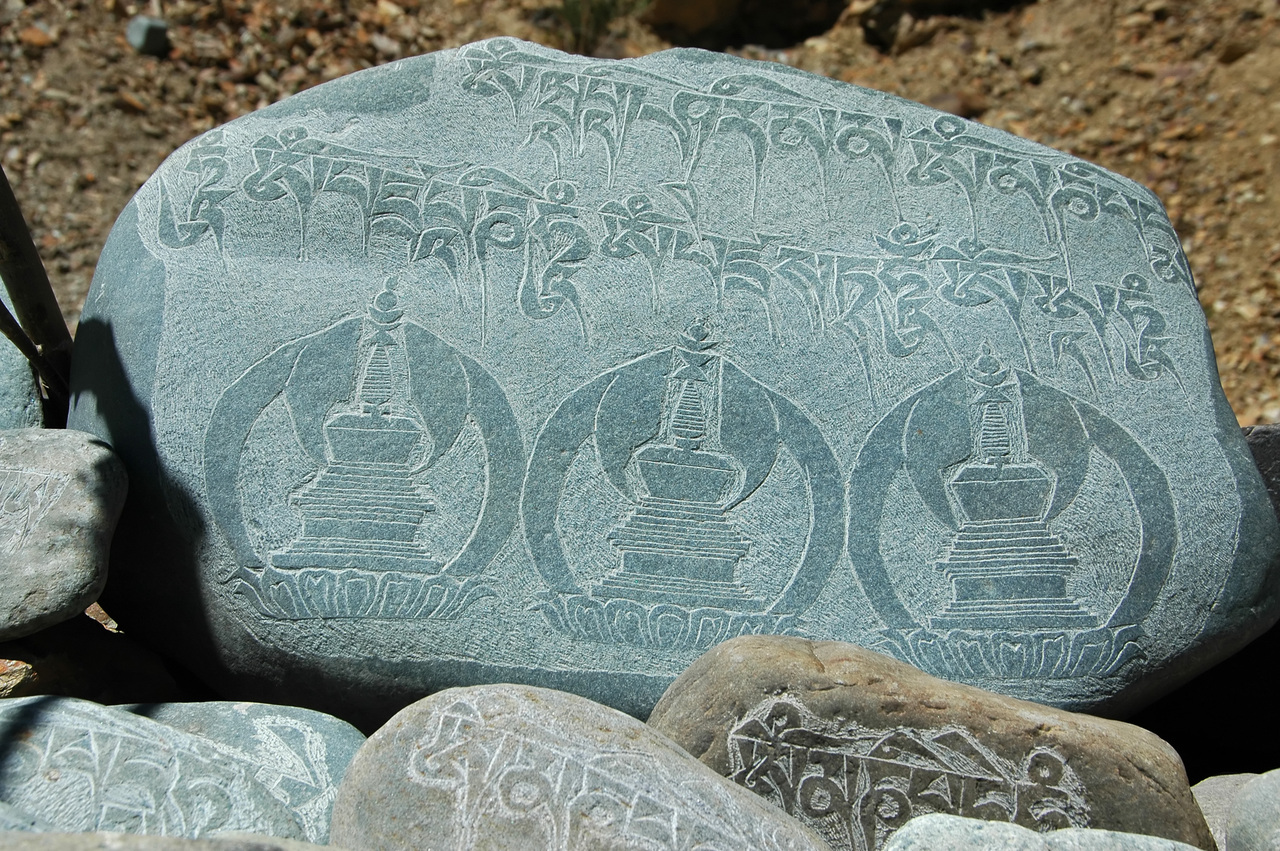
Manistein in Ladakh
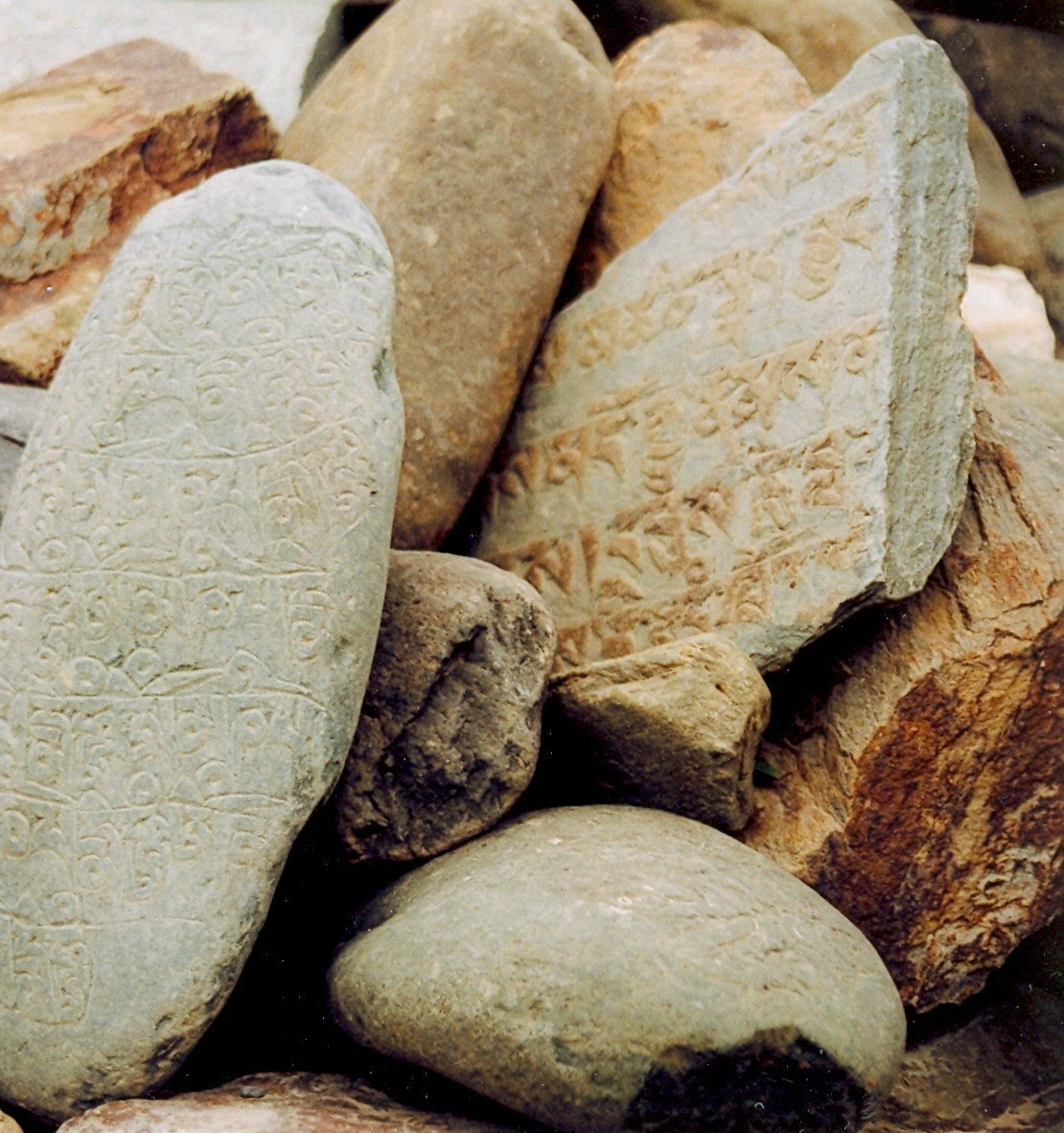
Manisteine in Ladakh
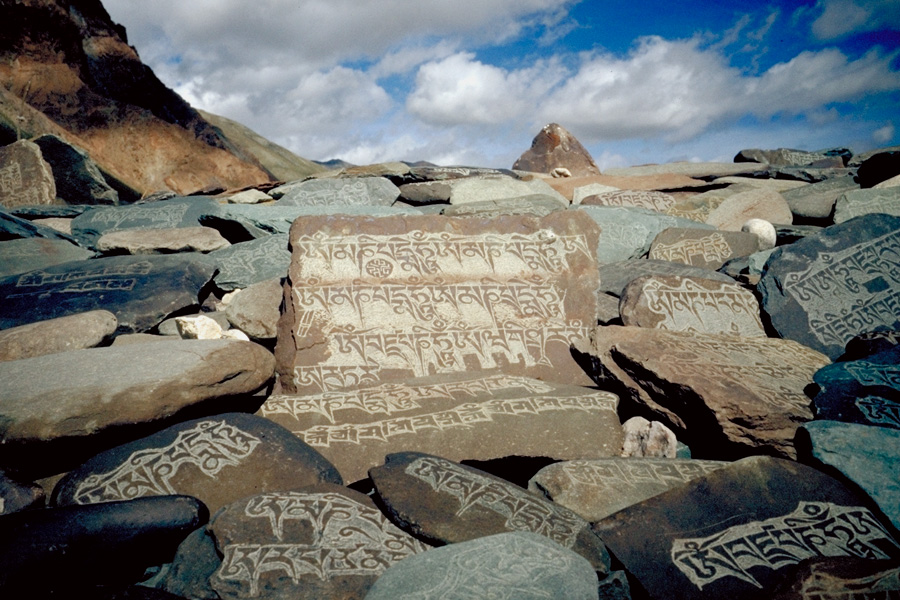
Manistein in Zanskar
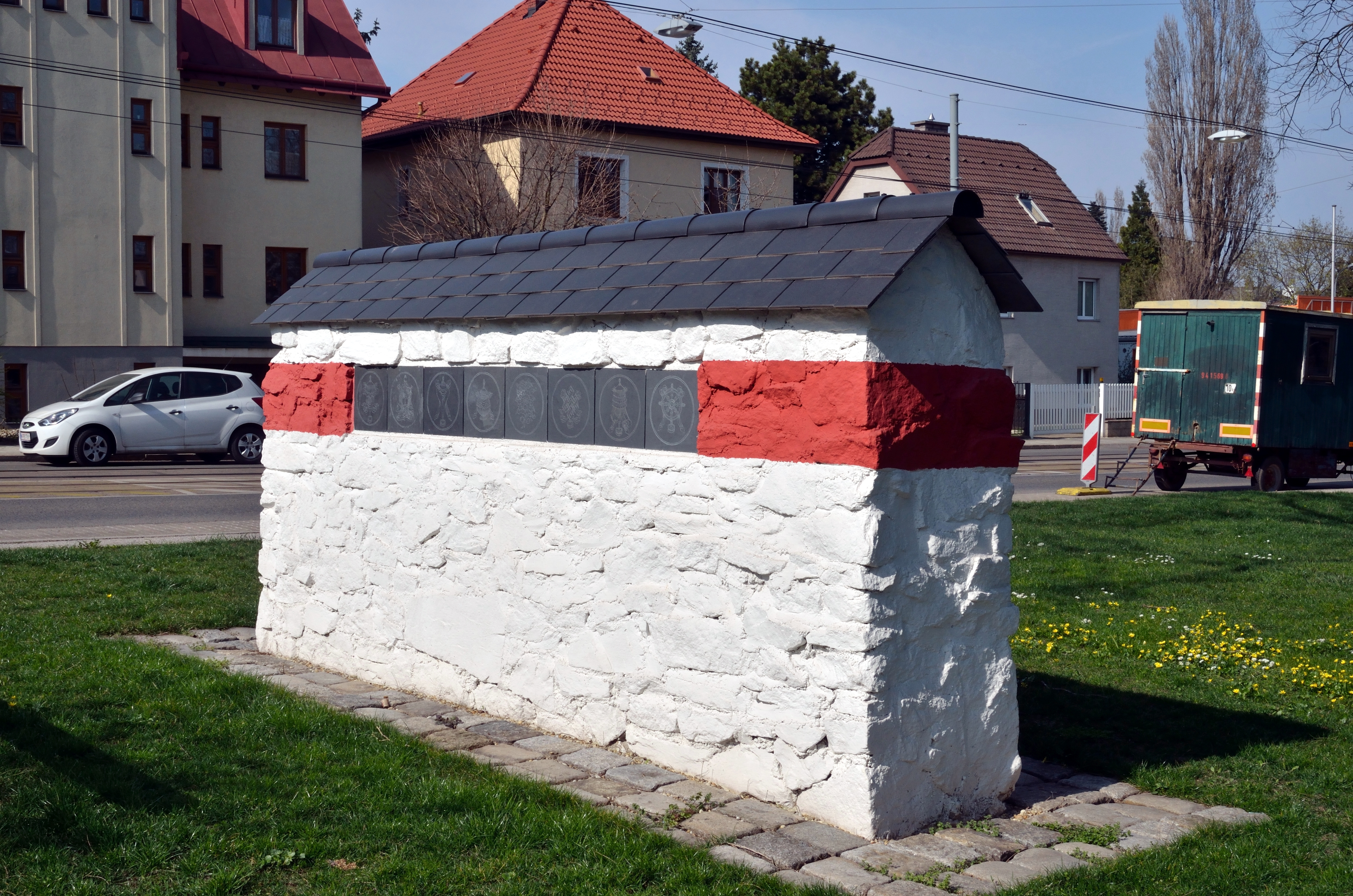
Manimauer in Wien (Druk-Yul-Park, 2012)

## Rezeption in den Künsten
In dem modernen tibetischen Spielfilm Stille Manisteine (tibetisch Lhing vjags kyi ma ni rdo vbum) von Pema Tseden (Wanma Caidan), worin der alte Glaube der Tibeter mit den Bildern aus der modernen Telekommunikation konfrontiert wird, sind Manisteine am Anfang zu sehen.